# Apeadero de Azaruja
El Apeadero de Azaruja, también conocido como Estación de Azaruja, fue una plataforma ferroviaria de la Línea del Este, que servía a la parroquia de São Bento do Mato, en el ayuntamiento de Évora, en Portugal.

## Descripción

### Servicios
Esta infraestructura se encuentra retirada del servicio.

## Historia
El tramo entre Évora y Estremoz de la Línea de Évora, donde se encuentra este apeadero, fue abierto a la explotación el 22 de  diciembre de 1873.
En 1934, la comisión administrativa del Fondo Especial de los Ferrocarriles autorizó que se procediese a la construcción de la ruta de acceso al muelle; en ese momento, esta infraestructura tenía la categoría de estación.